# Guiaguínskaia
Guiaguínskaia (en rus Гиагинская) és una stanitsa de la República d'Adiguèsia, a Rússia. Es troba al límit del Gran Caucas a la vora del riu Guiagà, un afluent del Labà, a 35 km al nord de Maikop.
Els possiólok de Gontxarka (11 km al sud-oest) i els khútors de Txeriómuixkin (8 km al sud) i de Pervomaiski (9 km al nord) pertanyen a aquesta stanitsa.

## Història
La stanitsa de Guiaguínskaia fou fundada el 1862 per cosacs del Kuban en la línia defensiva de l'aleshores frontera meridional de l'Imperi Rus. El trasllat el 1861 de les operacions militars directament a les muntanyes i la necessitat de reforçar les posicions al riu Bélaia va permetre que comencés una assimilació més intensa a les planes premuntanyoses de Zakubània (els actuals Krasnodar i Adiguèsia). També va aparèixer de la necessitat d'ampliar la xarxa de camins, que havia d'estendre la seguretat i el correu entre les zones ja industrialitzades i les stanitses.
A la part de la línia defensiva de Belorétxensk es va decidir d'edificar-hi una nova stanitsa sobre el riu Guiagà, afluent del Labà, on ja s'havien instal·lat altres poblacions: Kràsnaia Bàixnia, Nijne-Guiaguinski i Guiagà.
El primer document que dona testimoni de la localitat és la disposició del cap de l'estat major de l'exèrcit dels cosacs del Kuban, el comte Ievdokimov. El 7 de juny de 1862 l'starxinà Fiódor Baum informava mitjançant una instància que després de la seva tornada de Stàvropol, on es trobava la seu del comandant de l'exèrcit de la província del Kuban, trobà prou quantitat de caçadors per a la migració, i va registrar un llistat per enviar-los en un futur. L'starxinà definia el lloc com a magnífic per a la colonització, prop dels quarters i de les stanitses de Khànskaia i Belorétxensk.
El 1864 la localitat va obrir la primera escola. El 1872 ja formava part de la ruta postal entre Maikop i Ust-Labinsk. Cap al 1876 ja hi havia dues esglésies, la de Mikhaïl Arcàngel (1872) i l'església Voznessenski. El 1892 van construir-hi l'església Rojdestva Presviatoi Bogoroditsi.
A finals del 1934 va esdevenir el centre administratiu d'un raion dins el krai d'Azov Mar Negra. Aquest raion va integrar-se el 1936 a la Província Autònoma d'Adiguèsia, precursora de l'actual República d'Adiguèsia.